# Spilosoma pseudomaenas
Spilosoma pseudomaenas là một loài bướm đêm thuộc phân họ Arctiinae, họ Erebidae.